# Keller (bergskedja)
Keller är en bergskedja i Antarktis. Den ligger i Sydshetlandsöarna. Argentina, Chile och Storbritannien gör anspråk på området.